# История Самоа
История Самоа — события на территории современного Самоа с момента начала расселения там людей и до сегодняшнего дня.

## Полинезийская культура

### Керамический период
Во второй половине 2-го тыс. до н. э. в Западной Океании получает распространение культура лапита. Её экспансия началась с северного побережья Новой Гвинеи в районе 1500 года до н. э. (оценка радиоуглеродным методом), к 1300 году до н. э. её создатели заселили архипелаг Тонга, а к 1000 году до н. э. — Самоа. Древнейшие предметы этой культуры на архипелаге Самоа найдены в лагуне Мулифануа (1000 год до н. э.) на острове Уполу и в Тоага (1000—500 гг. до н. э.) на острове Офу (Американское Самоа). Другие авторы указывают для заселения Самоа 800 год до н. э. или 500 год до н. э. Данные сравнительной лингвистики коррелируют с археологическими.
Культура лапита характеризуется в первую очередь керамическими изделиями. Преимущественно это были плоскодонные или круглодонные открытые чаши или кубки. Часть из них несла характерный достаточно стандартизованный орнамент в виде прямоугольных меандр, лент, соединяющихся ломаных линий, треугольников, полумесяцев. Встречались также изображения глаз, штампованных кругов и концентрических окружностей, налепы из глиняных комочков, лент, насечки на венчиках. Декоративные элементы располагались горизонтальными поясами. Керамические изделия изготавливались в большинстве случаев методом налепа, а затем обрабатывались при помощи лопатки и наковальни. Температура обжига оценивается менее 850 °C. Орнамент наносился при помощи штампов, до сих пор не найденных археологами. Предполагается, что это были деревянные орудия с рядами прямых или кривых зубцов.
На Фиджи, Тонга и Самоа был представлен т. н. восточный стиль лапита, характеризующийся большей простотой орнамента и наиболее близкий к западному стилю, представленному на острове Мало (Новые Гебриды).
Создатели этой культуры селились на побережье или недалеко от него. Основным видом хозяйства было морское рыболовство и сбор моллюсков. Характерной чертой являлись дальние межостровные перевозки изделий, а также материалов для изготовления орудий, очагов и пр. Но подобные перевозки были малочисленны.
Предполагается, что создатели лапита являлись носителями австронезийских языков и имели полинезиоидный облик.
Данные археологии позволяют рассматривать полинезийцев как прямых потомков гончаров лапита и определять полинезийскую прародину в пределах треугольника Футуна — Самоа — Тонга. При этом К. П. Эмори полагает, что начало становления полинезийцев происходило на Тонга, но истинно полинезийский комплекс сложился уже на Самоа. Его формирование происходило в т. н. период изоляции, начавшемся после колонизации Самоа, когда праполинезийские колонии поддерживали связи друг с другом, но не контактировали с населением Фиджи и другими меланезийцами. В частности в период изоляции керамические изделия постепенно становятся более грубыми, толстостенными, а около 400—300 гг. до н. э. происходит утрата орнамента.
Период изоляции длился порядка 500—1000 лет и завершился началом полинезийской экспансии. Так в конце 1-го тыс. до н. э. и в 1-м тыс. н. э. с Самоа были заселены острова Уоллис, Футуна, Тувалу, Токелау, Пукапука и некоторые внешнеполинезийские острова в Мела- и Микронезии. Существует предположение, что именно Самоа могли являться Гаваиками — легендарной прародиной полинезийцев.
Многие предметы материальной культуры полинезийцев унаследованы от таковых лапита: раковинные скребки и тёсла, резцы для татуировок, диски для игр и др., в том числе, видимо, рыболовные крючки, рыболовную и мореходную технику. Полинезийские каменные тёсла также восходят к лапитоидным прототипам. К предметам, не получившим дальнейшее распространение у полинезийцев, относятся, например, раковинные украшения, характерные для культуры лапита и тонганцев, но не встречающиеся на Самоа и за несколькими исключениями в Восточной Полинезии.
Лапитоидная керамика перестала производиться на Самоа в 200—400 гг н. э. (существует альтернативная оценка — около 1500 года н. э.), что обозначило конец этой археологической культуры и начало бескерамического периода в истории архипелага длящегося по этнографическое настоящее.

### Бескерамический период
В этот период на Самоа началось возведение крупных наземных сооружений, среди которых земляные и каменные террасы, насыпи и земляные укрепления. Так на севере острова Уполу было найдено много подобных объектов в районе Ваилеле и в долинах Луатуануу и Фалефа. Они обычно располагались группами в долинах и предгорьях, редко — на больших высотах, включая земляные укрепления, платформы для жилищ и земледельческие террасы.
Так укрепление в долине Луатуануу было возведено на отвесной скале длиной около 700 метров и представляло собой два параллельных земляных вала, прикрывавших расположенные выше террасы. Радиоуглеродный анализ показывает, что оно может являться древнейшим в Полинезии — отдельные его часть могли быть возведены в 400 году н. э.
Для доколониального этапа бескерамического периода характерно отсутствие компактных поселений, последние возникли в период контакта с европейцами. Постройки — фале — были рассеяны по плодородным внутренним районам и побережью и включали жилые дома, общественные здания, в том числе большие общинные дома (фале теле), располагавшиеся на платформах, открытые церемониальные площадки (малае) и дома богов (фале аиту). Жилые и общественные постройки имели скруглённые углы, реже были круглые, что восходит к керамическому периоду.
В районе Палаули на юго-востоке острова Савайи расположена хорошо сохранившаяся группа насыпей, в центре которой расположена постройка, называемая как Пулумелеи. Она представляет собой сложенную из каменных блоков пирамиду высотой 12 метров и с размером основания 60 на 50 метров. По сторонам располагаются пандусы, ведущие к её плоской вершине. Вокруг пирамиды находятся другие платформы, каменные стены и дороги. Назначение комплекса окончательно неизвестно, но предполагается, что это был главный церемониальный центр Самоа, а на вершине пирамиды располагались общественные здания, в том числе фата теле. Пулумелеи является крупнейшей из сохранившихся насыпей не только на Самоа, но и во всей Полинезии.
Кроме того, на островах Уполу и Савайи найдено множество звездообразных насыпей неизвестного назначения из земли или каменных блоков. Предполагается, что они могли быть местом размещения домов богов. С другой стороны, они могли служить местами для ловли вождями голубей с целью гадания — подобное назначение описывается в раннем европейском источнике, а также известно для некоторых насыпей на Тонга.
Характерной чертой Самоа является отсутствие крупных погребальных курганов тонганского типа (захоронения совершались в неглубоких ямах рядом с жилищами или под их полами), а также как и на Тонга отсутствие открытых храмов (марае).
На рубеже 1-го и 2-го тысячелетия н. э. между Самоа и окружающими островами происходили активные контакты. Достаточная культурная близость позволяла правящей элите Самоа, Тонга и Фиджи вступать в смешанные браки. В 950 году н. э. согласно устным источникам была основана тонганская империя Туи, первая правящая династии которой туи-тонга имеет самоанско-тонганское происхождение. В районе 1200 года н. э. часть островов Самоа вошло в империю. В этот период между островами шёл активный товарообмен. Так с Фиджи на Самоа привозили керамику, циновки и оружие. Позже сменилось ещё две династии — примерно в середине 2-го тыс. светская власть перешла к династии туи-хаатакалауа, а около 1600 года — к династии туи-канокуполу, также смешанного самоанско-тонганского происхождения. В этот период Самоа оказывало большое влияние на политику империи.
Примерно в XIII веке самоанцы сумели освободиться от власти правителей Тонга. По легенде, их борьбу возглавил вождь Савеа, родоначальник знаменитого рода Малиетоа. Вероятно, с этого времени на Самоа существовали свои верховные вожди, но, кажется, власть их была сильно ограничена знатью. На рубеже XVIII и XIX веков за власть боролись различные представители знатных родов Малиетоа, Тупуа и Матаафа. В 1830 году, победив всех своих противников, королём Самоа стал Малиетоа Ваиинупо, но после его смерти вновь началась междоусобица.
К середине XVII века порты Самоа осуществляли основные торговые функции в регионе, как между полинезийцами, так с европейцами.

## Европейцы на островах
Европейским первооткрывателем островов стал голландский путешественник Якоб Роггевен, высадившийся на Самоа в 1722 году. Впоследствии, в 1768 году, на архипелаге побывал французский мореплаватель Луи Антуан де Бугенвиль, назвавший его островами Мореплавателей. Вплоть до 1830-х годов, когда на острова начали прибывать английские миссионеры и торговцы, контакт с чужеземцами был весьма ограниченным. В августе 1830 года на Самоа свою миссионерскую деятельность начал член Лондонского миссионерского общества Джон Уильямс.
В то время самоанцы заработали репутацию дикого и воинственного народа, так как были частые столкновения с французскими, британскими, бельгийскими, германскими и американскими силами, которые до конца XIX века использовали Самоа как дозаправочную станцию для пароходства.
Когда Германия открыто начала интересоваться островами, США предъявили свои территориальные претензии на архипелаг. Британия также послала свои войска с целью отстаивания своих интересов в регионе. В 1881 году три страны договорились признать самоанским королём верховного вождя Малиетоа Лаупепу, однако среди местных жителей постоянно росло возмущение колониальным гнётом. Король Лаупепа в 1885 году вступил в открытый конфликт с немцами, которые в ответ стали поддерживать его главного соперника Тамасесе. Воспользовавшись фактическим господством Германии на Самоа и отсутствием единства среди англичан и американцев, немцы в 1887 году свергли Лаупепу, отправили его в изгнание, а королём провозгласили Тамасесе. Немецкий капитан Брандейс, назначенный премьер-министром, обложил всех самоанцев высокими налогами и, опираясь на немецкие военные корабли, попытался кровавыми репрессиями упрочить своё положение на островах. Эти действия повлекли за собой череду протестов среди коренных жителей. Во главе недовольных встал вождь Матаафа, пользовавшийся большой популярностью на островах. После победы воинов Матаафы над войсками Тамасесе немецким властям пришлось отозвать Брандейса. Уязвлённый этой неудачей, германский консул приказал атаковать с моря деревни сторонников Матаафы.
Обеспокоенные агрессивными действиями немцев правительства Британии и США отправили на острова вооружённые силы для отстаивания своих интересов. Затем последовала восьмилетняя гражданская война, в которой три противоборствовавших государства поставляли оружие и личный состав, а также проводили обучение войск борющихся друг с другом самоанских партий. Все три страны отправили военные корабли к Апиа, и крупномасштабная война казалась неминуемой, однако 16 марта 1889 года крупный шторм разрушил и повредил корабли, завершив военный конфликт. В результате Берлинского договора над страной фактически установился протекторат трёх стран.
В 1898 году вновь началась гражданская война, после чего согласно Берлинскому соглашению 1899 года острова Самоа были разделены на две части (линия раздела прошла по 171° з. д.): восточная группа, известная сейчас под названием «Американское Самоа», стала территорией США (острова Титуила — в 1900, Мануа — в 1905); западные острова получили название «Германское Самоа», а Британия перестала претендовать на острова в обмен на возврат Фиджи и некоторых других меланезийских территорий.
Первым немецким губернатором был назначен Вильгельм Зольф, который позже стал секретарём колоний Германской империи. В годы германского правления в стране постоянно проходили выступления против колониального режима. Самое крупное восстание, которое было жестоко подавлено германскими войсками, произошло в 1908 году.

## Самоа в XX веке
29 августа 1914 года вооружённые силы Новой Зеландии по приказу Британии высадились на Уполу, захватив контроль над островами.
С конца Первой мировой войны до 1962 года Самоа находились под управлением Новой Зеландии. Приблизительно пятая часть населения Самоа умерла в результате эпидемии гриппа 1918—1919 годов, отчасти из-за того, что новозеландские власти не смогли обеспечить карантин.
В начале 1920-х жители Западного Самоа основали патриотическую организацию «Мау» («Мнение») с лозунгом «Самоа для самоанцев», представлявшую собой ненасильственное популярное движение против плохого обращения новозеландской администрации с народом Самоа. «Мау» руководил Олаф Фредерик Нельсон, наполовину самоанец, наполовину швед. Среди используемых форм протеста были — неуплата налогов, прекращение работы на плантациях, невыполнение решений колониального суда, создание собственных органов управления. Нельсон был изгнан из страны в течение 1920-х — начала 1930-х годов, но он продолжал поддерживать организацию финансово и политически.
28 декабря 1929 года новый избранный лидер движения Тупуа Тамасесе Леалофи вывел «Мау» на мирную демонстрацию в Апиа. Полиция Новой Зеландии попыталась арестовать одного из лидеров демонстрации, который попытался воспротивиться аресту, из-за чего возникло столкновение полиции и «Мау». Офицеры полиции начали беспорядочную стрельбу по толпе, против демонстрантов был применён пулемет «Льюис». Лидер движения Тамасесе был убит, когда пытался внести спокойствие и порядок среди демонстрантов «Мау» крича «Мир, Самоа». Ещё 10 демонстрантов погибли в тот же день и 50 были покалечены пулевыми ранениями и полицейскими дубинками. Этот день в Самоа известен как Чёрная суббота. Несмотря на постоянные репрессии, «Мау» росло, оставаясь ненасильственным движением.
После Второй мировой войны, Западное Самоа было превращено из мандатной в подопечную территорию Новой Зеландии, новозеландское правительство начало проводить в Западном Самоа реформы, в том числе предоставило территории ограниченное самоуправление. В 1961 году был проведён референдум, в ходе которого жители Западного Самоа высказались за предоставление независимости. С Новой Зеландией было подписано соглашение, согласно которому Новая Зеландия взяла на себя оборону Западного Самоа, а также его представительство в сношениях с иностранными государствами. 1 января 1962 года Западное Самоа стало первым тихоокеанским островным государством, получившим независимость.
В 1969 году политическая комиссия в Американском Самоа отклонила план объединения с независимым Самоа.
В июле 1997 года в конституцию страны были внесены поправки по изменению названия государства с «Западного Самоа» на «Самоа», как это было обозначено ООН, когда Самоа вступило в эту организацию в 1976 году. Американское Самоа протестовало против переименования, утверждая, что это угрожает их идентичности. Американское Самоа до сих пор использует термины «Западное Самоа», «западносамоанский» в отношении Самоа и его жителей.
Несмотря на то, что два Самоа принадлежат к одной нации и имеют один язык, существуют культурные различия. Жители Восточного Самоа часто эмигрировали на Гавайи и континентальную часть США, принимая часть американских обычаев, например, американский футбол и бейсбол. Жители Западного Самоа чаще эмигрировали в Новую Зеландию, чьё влияние можно оценить по большой популярности регби и крикета.